# Affirming Catholicism
Affirming Catholicism is een beweging binnen het Anglicanisme, met name in het Verenigd Koninkrijk, Ierland, de Verenigde Staten van Amerika en Canada die streeft naar de wijding van vrouwelijke geestelijken en homoseksuelen. De beweging vertegenwoordigd een liberale en inclusieve tak binnen het Anglo-Katholicisme. 

## Oprichting
De beweging vindt haar oorsprong in Engeland. In 1990 werd daar Affirming Catholicism opgericht door de latere aartsbisschop van Canterbury, Rowan Williams en enige medestanders. Hun voornaamste doel was de wijding van vrouwelijke priesters binnen de Kerk van Engeland. Binnen de Anglo-Katholieke beweging lag de wijding van vrouwelijke priesters erg gevoelig. In 1992 stemde de Synode van de Kerk van Engeland in met de wijding van vrouwen tot priesters; in 1994 werden de eerste vrouwen gewijd. Sindsdien streeft met ook naar de wijding van vrouwen tot bisschop en de wijding van homoseksuelen. Om dit doel te bereiken werkt men nauw samen met andere liberale groepen binnen de Synode. In de het eerste decennium van de eenentwintigste eeuw werd er hevig gedebatteerd binnen de Synode over de wijding van vrouwen tot bisschop. Uiteindelijk stemde de Synode in met het voorstel het bisschopsambt open te stellen voor de vrouw. Op 26 januari 2015 zal de eerste vrouw, Libby Lane, tot bisschop van Stockport worden gewijd.
In navolging van de oprichting van Affirming Catholicism in het Verenigd Koninkrijk, werden soortgelijke groepen opgericht in andere delen van de Anglicaanse Gemeenschap. In de Verenigde Staten van Amerika staat de beweging bekend onder de naam Affirming Anglican Catholicism (AAC). In de VS hebben leden van de AAC veel invloed binnen de Episcopaalse Kerk
De meeste leden van Affirming Catholicism zijn voorstander van een ceremonie om homoseksuele relaties in te zegenen. Anderen zijn voorstander van het openstellen van het huwelijk voor andersgeaarden. In 2003 steunde Affirming Catholicism de kandidatuur van de homoseksuele Jeffrey John voor het bisschopsambt. Onder druk van conservatieve anglicanen wereldwijd werd zijn kandidatuur ingetrokken. In 2004 werd hij deken van St. Albans.
Theologisch gezien kan Affirming Catholicism gezien worden als gematigd orthodox en liturgisch hoogkerkelijk.

## Voorzitters
- David Stancliffe (? — 2011)
- Michael Perham (2011 — 2014)
- Stephen Cottrell (2015 —)[5]

## Verwijzingen
1. ↑  https://www.bbc.com/news/uk-30510137. Gearchiveerd op 5 oktober 2021.
2. ↑  https://login.thetimes.co.uk/?gotoUrl=http%3A%2F%2Fwww.thetimes.co.uk%2Ftto%2Fnews%2Fuk%2F
3. ↑  http://www.gospelimprint.com/GI-pages/downloads.htm. Gearchiveerd op 1 maart 2021.
4. ↑  http://www.thinkinganglicans.org.uk/archives/000144.html. Gearchiveerd op 3 april 2016.
5. ↑  Gearchiveerde kopie. Gearchiveerd op 10 april 2015. Geraadpleegd op 17 januari 2015.